# Вилхелм III фон Бронкхорст
Вилхелм III фон Бронкхорст (на немски: Wilhelm III von Bronckhorst; на нидерландски: Willem III van Bronckhorst; * ок. 1284; † 25 септември 1328) е господар на Бронкхорст, Рекем (в Ланакен) и Батенбург в Нидерландия и рицар.
Той е син на господар Гизберт IV фон Бронкхорст-Батенбург († сл. 1315) и съпругата му Елизабет фон Щайнфурт († сл. 1347), дъщеря на Балдуин II фон Щайнфурт, шериф на Боргхорст († 1317) и Елизабет фон Липе († 1315/1316).
Внук е на Вилхелм II фон Бронкхорст-Рекем († сл. 1290) и на Ермгард, и роднина на Гизелберт фон Брункхорст, архиепископ на Бремен (1273 – 1306).
Вилхелм III фон Бронкхорст умира в битка на 25 септември 1328 г.

## Фамилия
Вилхелм III фон Бронкхорст се жени ок. 1297 г. за Йохана фон Батенбург († 28 ноември 1351), дъщеря на Дирк IV фон Батенбург († 1311) и 	Мехтилд (* 1268). Те имат децата:
- Гизберт V фон Бронкхорст († 1356), господар на Бронкхорст (1328 – 1356) и Батенбург (1351 – 1356), женен за Катарина ван Леефдал († 13 април 1361)
- Катарина фон Бронкхорст (* ок. 1298), омъжена ок. 1319 г. за Рудолф IV ван Зиндерен (* ок. 1295)
- Дидрих фон Бронкхорст († пр. 1351), господар на Батенбург
- Балдуин фон Бронкхорст († 21 юли 1347), на служба при херцог Райналд I фон Гелдерн

- Бившият дворец в Бронкхорст
- Батенбург 1674 (J. de Grave)
- Батенбург, руина 2015